# Anthidium flavorufum
Anthidium flavorufum är en biart som beskrevs av Pasteels 1981. Anthidium flavorufum ingår i släktet ullbin, och familjen buksamlarbin. Inga underarter finns listade i Catalogue of Life.